# تاريخ نادي باريس سان جيرمان
تأسس نادي باريس سان جيرمان لكرة القدم في أغسطس 1970 بعد اندماج نادي باريس لكرة القدم واستاد سان جيرمان. حقق باريس سان جيرمان تأثيرًا فوريًا، حيث فاز بالترقية إلى القسم الأول وحصل على لقب القسم 2 في موسمه الأول. لكن سرعان ما تراجع زخمهم وانقسم النادي في عام 1972. بقي باريس إف سي في الدرجة الأولى، بينما هبط باريس سان جيرمان إداريًا إلى القسم 3. بعد الترقيات المتتالية، عاد باريس سان جيرمان بسرعة إلى الدرجة الأولى في عام 1974 وانتقل إلى بارك دي برينس.
وصلت ألقاب النادي الأولى في الثمانينيات. بقيادة لاعبين مثل لويس فيرنانديز ودومينيك روشيتو، فاز الباريسيون بلقبين متتاليين لكأس فرنسا في 1982 و1983 تليها أول بطولة دوري لهم في 1986، وبعد ذلك تراجعوا. لكن استحواذ عمالقة التلفزيون على القناة كانال + في عام 1991 أعاد تنشيط باريس سان جيرمان. بقيادة ديفيد جينولا وجورج وياه وراي، فاز النادي بتسعة ألقاب ووصل إلى نصف نهائي أوروبي متتالي خلال التسعينيات. أبرزها، أحرزت باريس لقب الدوري الثاني في 1994 ومجدها، كأس الكؤوس الأوروبية في 1996 مع الأسطورة لويس فرنانديز الآن كمدرب.
في بداية القرن الحادي والعشرين، كافح الأحمر والبلوز لإعادة الارتفاعات على الرغم من سحر رونالدينيو وأهداف باوليتا. وصلت خمسة ألقاب أخرى في شكل ثلاث كؤوس فرنسية، وكأس رابطة فرنسا مرة واحدة، وكأس إنترتوتو، لكن فريق العاصمة أصبح معروفًا بتأرجحه من أزمة كبيرة إلى أخرى. ونتيجة لذلك، باعت كنال+ النادي إلى مستعمرة كابيتال في عام 2006. الوضع، ومع ذلك، فقط حصلت على أسوأ وقضى نادي باريس في 2006–07 و2007–08 حملات درء هبوط أندية.
تغيرت حظوظ باريس سان جيرمان بشكل كبير عندما اشترت شركة قطر للاستثمارات الرياضية (QSI) النادي في عام 2011. منذ ذلك الحين، أنفقت باريس مبالغ كبيرة على التعاقدات مع لاعبين من الطراز العالمي مثل زلاتان إبراهيموفيتش وتياغو سيلفا وإدينسون كافاني وأنخيل دي ماريا، وعلى الأخص نيمار وكيليان مبابي، وهما أغلى انتقال في العالم في تاريخ كرة القدم. نتيجة لذلك، سيطر باريس سان جيرمان على كرة القدم الفرنسية، وحصل على 27 لقبًا: سبعة ألقاب للدوري وستة كؤوس فرنسية وستة كؤوس دوري فرنسي وثمانية كؤوس سوبر فرنسية. لقد أصبحوا أيضًا لاعبين أساسيين في مراحل خروج المغلوب من دوري أبطال أوروبا، ووصلوا إلى النهائي لأول مرة على الإطلاق في عام 2020.

## العودة إلى الدوري الفرنسي (1972–1978)

### الترقيات المتتالية
مرتبطًا بعقود احترافية مع نادي باريس لكرة القدم، واصل معظم نجوم النادي، بما في ذلك قائد الفريق جان دجوركاييف وبرنارد جيجيندو، اللعب في القسم الأول. نتيجة لذلك، بدأ باريس سان جيرمان حياته في القسم 3 بتشكيلة شابة موهوبة من شأنها أن تلعب دور البطولة في الترقيات اللاحقة للنادي. ومن هؤلاء الشباب الموهوبين كريستيان أندريه وإريك رينو وأثنييل دوسيفي وميشيل ماريلا وجاك لابوست. سيحتل باريس المركز الثاني في المجموعة الغربية في القسم الثالث من 1972 إلى 73، بفارق ست نقاط عن نادي كوفيي، ويفقد الصعود قليلاً. لحسن حظ باريس سان جيرمان، اضطر Quevilly إلى الحل بسبب مشاكل مالية بعد فترة وجيزة من نهاية الموسم وحل نادي باريس مكانه في القسم 2 بشكل افتراضي.
انطلق باريس سان جيرمان بالفعل عندما تولى مصمم الأزياء دانيال هيشتر المسؤولية. قبل وقت قصير من بداية حملة 1973–74، حل محل هنري باتريل كرئيس وعين فرانسيس بوريلي نائباً للرئيس. إلى جانب تقديم دعمه المالي للنادي، صمم هيشتر أيضًا الزي الكلاسيكي لباريس سان جيرمان على أرضه. ثم صدم اللعبة الوطنية عندما عين الأسطورة الفرنسية جوست فونتين مدربًا وتعاقد مع العديد من اللاعبين المرموقين مثل جان بيير دوجلياني وجان ديلوفر ولويس كاردييت.

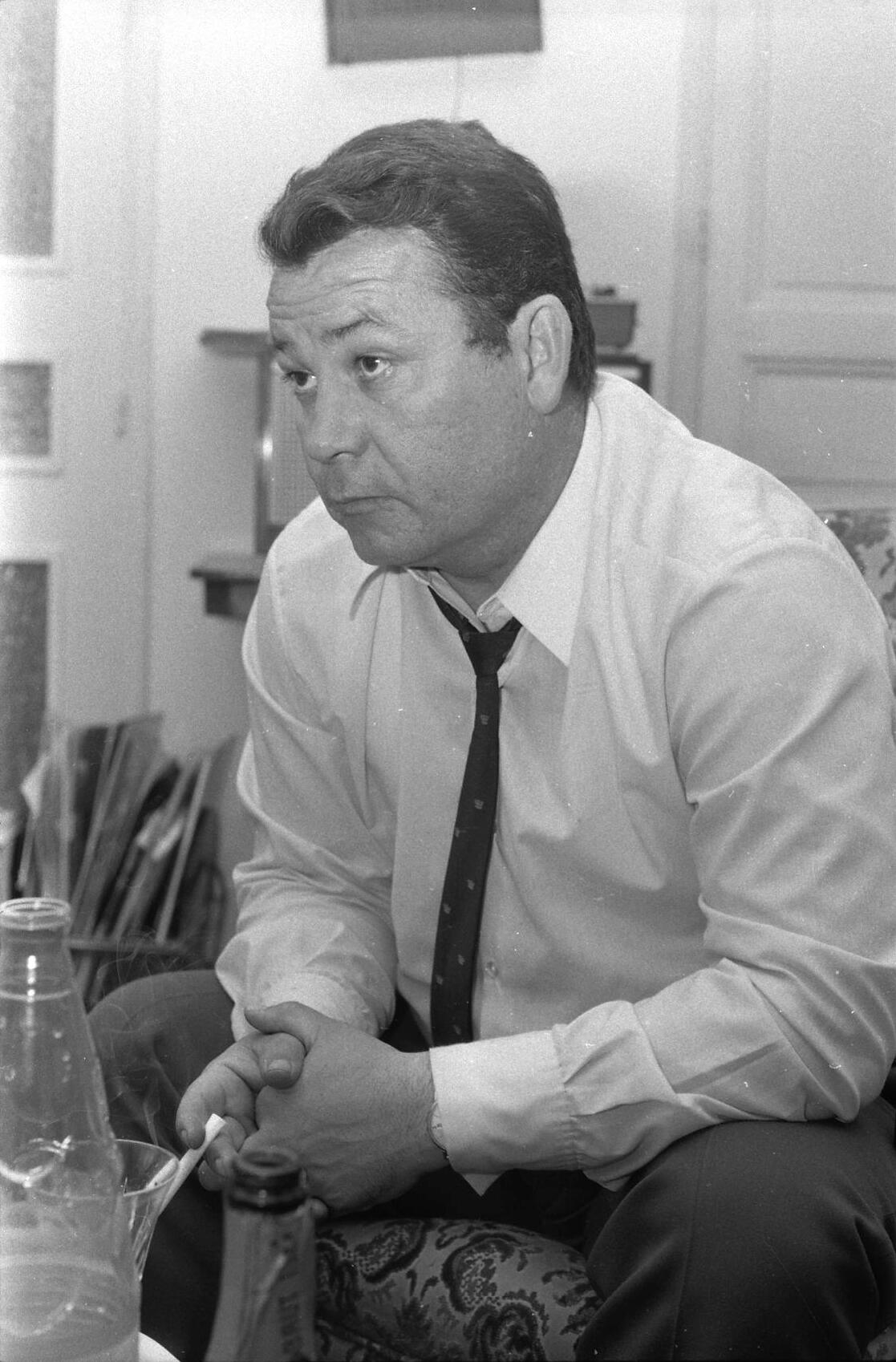
عاد جاست فونتين إلى باريس سان جيرمان مرة أخرى إلى دوري الدرجة الأولى عام 1974.

احتل الباريسيون المركز الثاني في المجموعة الثانية في القسم الثاني من 1973-1974، بفارق أربع نقاط عن ريد ستار، في تصفيات الدوري الفرنسي ضد فالنسيان. سيتم ترقية الفائز في هذه المباراة المزدوجة إلى الدرجة الأولى. فاز فالنسيان 2-1 على أرضه، لكن باريس سان جيرمان سجل عودة رائعة بنتيجة 4-2 في المباراة الثانية، وبالتالي فاز بالترقية إلى دوري الدرجة الأولى الفرنسي 1974–75 واستعاد مكانته الاحترافية التي تم التخلي عنها قبل ذلك بعامين. طغت العاطفة على فونتين، وانهارت على العشب، ضحية نوبة قلبية. لحسن الحظ، تعافى وحمله اللاعبون في الاحتفال. منذ ذلك الحين، يلعب باريس سان جيرمان دائمًا في دوري الدرجة الأولى لكرة القدم الفرنسية.

### نادي باريس ينتقل إلى بارك دي برينس وقت الهبوط إلى الدوري الفرنسي الدرجة الثانية
ومن المفارقات، هبط نادي باريس (كرة قدم) إلى الدوري الفرنسي الدرجة الثانية في نفس العام وانتقل نادي باريس إلى بارك دي برينس، والذي كان حتى ذلك الوقت هو الملعب الرئيسي لـ PFC. قبل ذلك، كان باريس سان جيرمان يلعب في عدة ملاعب بما في ذلك استاد مونيسيبال جورج لوفيفر و ملعب جان بوين و Stade Bauer وحتى بارك دي برينس عدة مرات هذا الموسم على الرغم من إحجام PFC. في الواقع، لعب باريس سان جيرمان مباراته الأولى في بارك دي برينس ضد النجم الأحمر في 10 نوفمبر 1973، كإثارة للمباراة الافتتاحية لدوري الدرجة الأولى لهذا الموسم بين باريس إف سي وسوشو. فاز باريس سان جيرمان 3–1 حيث سجل أوثنييل دوسيفي الهدف الأول للنادي على الملعب.
بدأ تقليد باريس سان جيرمان في سباقات كوبيه دو فرانس الرائعة أيضًا في طبعة 1973–74. وبلغ الباريسيون ربع النهائي بعد فوزهم على ميتز في بارك دي برينس أمام 25 ألف متفرج قبل أن يطيح بهم ريس. على الرغم من إخفاقه في التحدي على اللقب المحلي في السبعينيات، إلا أن النادي خرج بصعوبة في الدور قبل النهائي لنسخة كأس فرنسا 1974–75 أمام لينس وبدأ ببطء في جذب العديد من النجوم. كان أولهم مصطفى دحلب الذي وقع من سيدان مقابل 1.3 مليون فرنك في عام 1974، وهو رقم قياسي نقل ثم الفرنسي. بعد ذلك كان كارلوس بيانكي في يونيو 1977. وكان المهاجم الأرجنتيني، الذي سجل 37 هدفا في 38 مباراة في موسمه الأول، آخر صفقة كبيرة لدانييل هيشتر.
في يناير 1978، تم منع هيشتر من ممارسة كرة القدم من قبل الاتحاد الفرنسي لكرة القدم بسبب إدارته لمخطط فساد يتعلق ببيع التذاكر في بارك دي برينس. في مباراته الأخيرة على الملعب كرئيس للنادي، فاز باريس سان جيرمان على أولمبيك مرسيليا 5–1 حيث قدم له مصطفى دحلب كرة المباراة بعد صافرة النهاية. ثم حمل اللاعبون هيكتر في انتصار بينما هتف الملعب بأكمله باسمه. فرانسيس بوريلي، الذي كان نائب الرئيس حتى ذلك الحين، أصبح المدير الجديد لنادي إيل دو فرانس.

### تاج الدوري
كرر فريق باريس هذا الإنجاز في كأس فرنسا 1982–83، وهذه المرة ضد نانت. توج منتخب جزر الكناري مؤخراً بطلاً لفرنسا، وكان متوجهاً إلى ثنائية كأس الدوري، متقدماً 1–2 في الشوط الأول. ومع ذلك، فإن نجم باريس سان جيرمان، التوقيع الصيفي، سافيت سوسيتش، عادل النتيجة في الشوط الثاني، قبل أن يساعد توكو في تحقيق هدف الفوز. مرة أخرى، تأهل باريس سان جيرمان لكأس الكؤوس الأوروبية 1982–83، حيث واجه النادي فريقًا أوروبيًا كبيرًا لأول مرة على شكل يوفنتوس ميشيل بلاتيني. ستكون هذه هي المباراة الأولى من بين عدة مباريات لا تُنسى ضد الفريق الإيطالي. ارتقى باريس سان جيرمان إلى مستوى المناسبة، حيث تعادل في كلتا المباراتين ولم ينسحب إلا على قاعدة الهدف خارج الأرض على الرغم من قربه من تحقيق الفوز في إيطاليا.
وصل فريق العاصمة بعد ذلك إلى نهائي كأس فرنسا 1984–85، وهو الثالث له في أربع سنوات. لكن هذه المرة، خسر الباريسيون أمام موناكو بعد موسم صعب بالفعل جعلهم ينهون الدوري في المركز الثالث عشر. كما صُدموا من مفاجأة المتسابقين النهائيين نادي مول فيهيرفار في الجولة الثانية من كأس الاتحاد الأوروبي 1984–85. خسر باريس سان جيرمان كلتا المباراتين، وكانت أولهما هزيمة خجولة بنتيجة 4–2 على ملعب بارك دي برانس. مر أكثر من عام بقليل على خسارة الكأس أمام الإمارة عندما غزت باريس فرنسا. بتوجيه من جيرار هولييه، الذي حل محل جورج بيروش كمدرب للفريق في بداية الموسم، توج باريس سان جيرمان بطلاً للقسم الأول الفرنسي 1985–86 لأول مرة في تاريخه. بقيادة سوسي وجويل باتس ولويس فرنانديز ودومينيك روشيتو، سيطر الأحمر والبلوز على البطولة من البداية إلى النهاية، حيث خاض 26 مباراة لا تُنسى دون هزيمة نحو اللقب.

### الانحدار والقناة + الاستحواذ
لكن متابعة لقب الدوري لم تكن مجيدة. احتل باريس سان جيرمان المركز السابع في دوري الدرجة الأولى الفرنسي 1986–87 وكان ظهوره الأول في دوري أبطال أوروبا هذا الموسم فشلاً ذريعاً. وخسروا من قبل فيتكوفيتسي الصغير في الجولة الأولى من كأس أوروبا 1986–87. بعد ذلك بعام، تجنب النادي الهبوط من 1987–88 القسم الأول الفرنسي في المباراة النهائية بعد فوزه 4–1 على لانس في بارك دي برينس. ثم ارتد باريس سان جيرمان لفترة وجيزة، وقاتل من أجل لقب القسم الأول الفرنسي 1988–89 مع أولمبيك مارسيليا. في مايو 1989، التقى الفريقان لحسم اللقب في ملعب فيلودروم في مباراة من شأنها أن تحدد نغمة السنوات التي تلت ذلك.
رفع رئيس باريس سان جيرمان فرانسيس بوريلي ونظيره مارسيليا برنارد تابي درجة الحرارة من خلال تبادل الاستفزازات قبل المباراة. بدا أن البطولة ستتجه إلى باريس مع التعادل بنتيجة 0–0 وبقيت بضع ثوانٍ فقط. تم لعب المباراة وسط أجواء متوترة ومحمومة، وحُسمت المباراة في الدقيقة 90 عندما سدد فرانك سوزي تسديدة في مرمى حارس مرمى باريس سان جيرمان جويل باتس من 25 ياردة، ليحقق لقب للمرة الأولى منذ 17 عامًا.
عاد باريس سان جيرمان سريعًا إلى اتجاهه المخيب للآمال، مع نتائج دون المستوى في الدوري بالإضافة إلى خروج أوروبي آخر إلى يوفنتوس في كأس الاتحاد الأوروبي 1989–90 على الرغم من التعادل الوثيق. بين عامي 1984 و1989، ارتفعت ميزانية النادي أيضًا للتنافس مع راسينغ باريس للاعتراف به كأفضل فريق في العاصمة. نتيجة لذلك، استمرت ديون باريس سان جيرمان في الارتفاع، وفي النهاية، تراجع النادي. في أبريل 1991، بعد هزيمة أخرى، طالب أنصار باريس سان جيرمان باستقالة فرانسيس بوريلي. كان النادي في خطر كبير من الإفلاس أيضًا، وترجمت النتائج السيئة إلى مستويات حضور منخفضة. بعد شهر، وافق بوريلي على بيع النادي لعمالقة التلفزيون الفرنسي كنال+.

### ولادة الكلاسيكو الفرنسي

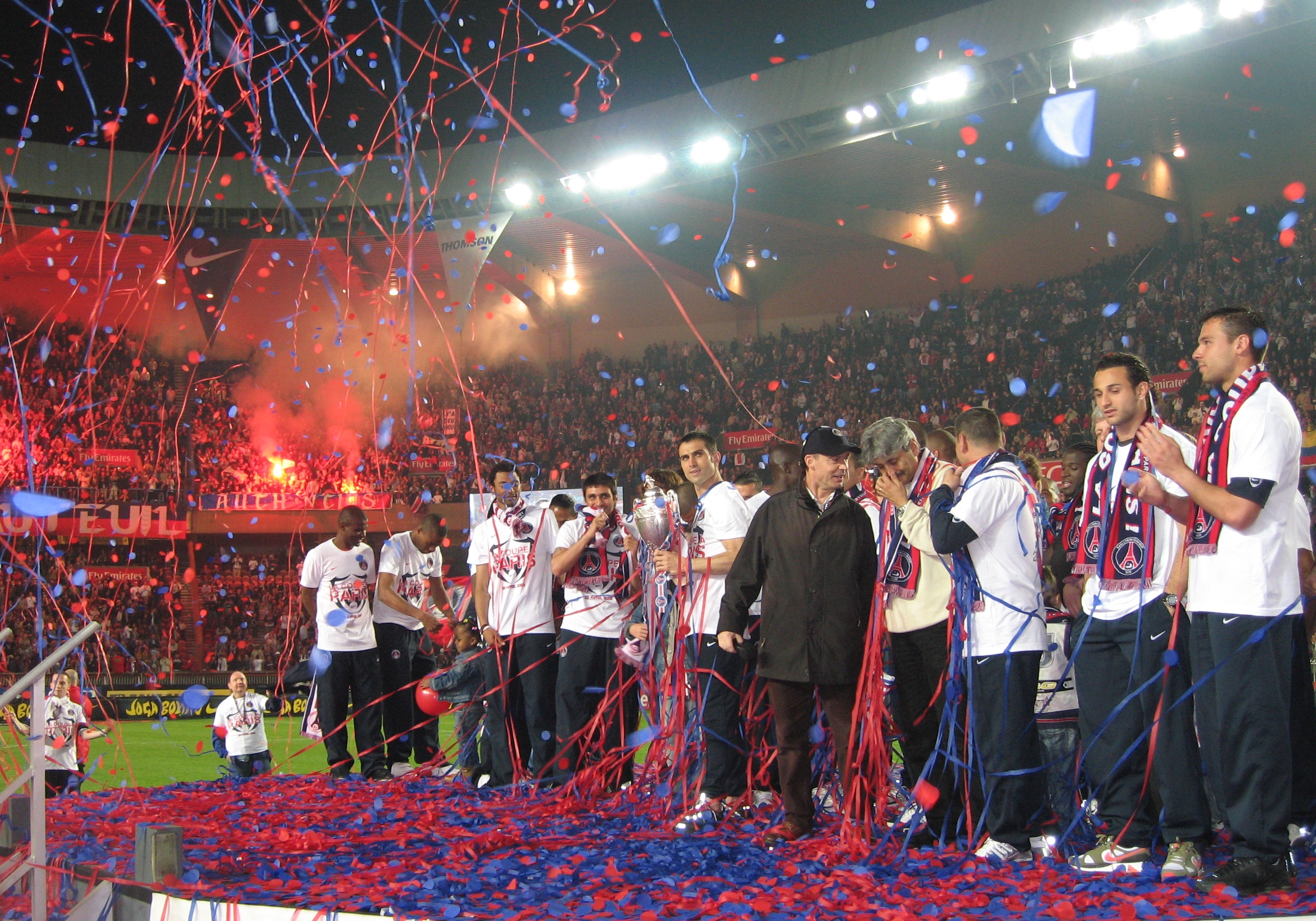
فاز باريس سان جيرمان بلقب كأس فرنسا عامي 2006 و2016.

شهد موسم 1992–93 أيضًا بداية لو كلاسيك، التنافس بين باريس سان جيرمان وأولمبيك مارسيليا، حيث تصارع كلا الفريقين على أرض الملعب لتتويج القسم الأول الفرنسي 1992–93.  أنهى باريس سان جيرمان المركز الثاني بعد خسارة كلتا المباراتين أمام مرسيليا.
المباراة الأولى، التي أقيمت على ملعب بارك دي برينس في 18 ديسمبر 1992، كانت وحشية لدرجة أنها حصلت على لقب «مجزرة 1992». في مثل هذا اليوم ولد الكلاسيكو الفرنسي. أعلن أرتور جورج مدرب باريس سان جيرمان أن فريقه سيسحق مرسيليا، فيما وعد اللاعب الباريسي ديفيد جينولا بالحرب عليهم. لتحفيز لاعبيه، علق رئيس برنارد تابي المقالات الصحفية باستفزازات باريس سان جيرمان في غرفة الملابس. لم يخيب مرسيليا آماله، حيث خرج بفوزه بفضل تسديدة من ألين بوكشيتش في مباراة كانت شديدة العنف مع أكثر من 50 خطأ.
في المباراة الثانية، بعد ثلاثة أيام فقط من فوزه في دوري أبطال أوروبا 1992–93، استقبل متصدر الدوري مرسيليا أقرب منافسيه باريس سان جيرمان في مباراة ستحدد اللقب. سرعان ما تراجعت ، لكنها ردت بثلاثة أهداف، بما في ذلك أحد أفضل أهداف المباراة: مجهود جماعي انتهى بضربة رأس من 18 ياردة من باسيل بولي. كان من الممكن أن تكون هذه هي بطولة مرسيليا الخامسة على التوالي. لكن بعد فترة وجيزة، أُدين تابي وأومان بارتكاب التلاعب بنتائج المباريات فيما أصبح يُعرف بفضيحة رشوة كرة القدم الفرنسية.
جرد الاتحاد الفرنسي لكرة القدم من لقبه وعرضه على صاحب المركز الثاني باريس سان جيرمان، الذي رفض ذلك لأن مالكي الأندية كانال+ اعتقدوا أن المطالبة باللقب سيثير غضب المشتركين مرة أخرى في مارسيليا. نتيجة لذلك، ظل عنوان 1992–93 دون إسناد. حتى أن كنال+ رفضت السماح لنادي العاصمة بالمشاركة في دوري أبطال أوروبا العام المقبل بعد أن استبعد الاتحاد الأوروبي لكرة القدم من المنافسة. وحل موناكو صاحب المركز الثالث في المركز الأول. ثم هبط قسرا إلى الدوري الفرنسي الدرجة الثانية في 1994 لافتقاره إلى الأموال اللازمة للاستمرار بين النخبة. واتهم مارسيليا ومشجعوه منذ ذلك الحين باريس سان جيرمان بالتآمر ضدهم ليصبحوا الملوك الجدد لكرة القدم الفرنسية.

### لقب الدوري الثاني وثنائية الكأس والفائز بكأس أوروبا
على الرغم من هذه الهزيمة، كان النادي في حالة تأهب، وفي الفترة ما بين 1993 و1997، خاض نهائيات كأس الكؤوس الأوروبية مرتين (في عامي 1996 و1997)، ووصل إلى نصف نهائي دوري أبطال أوروبا مرة ومرتين إلى نفس المرحلة من الاتحاد الأوروبي لكرة القدم. فنجان.
على الرغم من حصوله على المركز الثالث في البطولة، إلا أن موسم 1994–95 كان لا يزال ناجحًا لباريس سان جيرمان. وصلوا إلى نصف نهائي دوري أبطال أوروبا ، وقبل كل شيء، انتزعوا كل من كأس فرنسا وكأس الرابطة الفرنسية عن أول ثنائية الكأس المحلية، مما منحهم الوصول إلى نسخة 1995–96 من كأس الكؤوس الأوروبية.، وهي المنافسة التي شهدت بالفعل صعود باريس إلى الدور نصف النهائي في عام 1994.
جاء فوز باريس سان جيرمان بفوزه في نهائي كأس الكؤوس الأوروبية لعام 1996، حيث سجل برونو نغوتي الهدف الوحيد حيث هزم رابيد فيينا 1–0. بعد عام، أنهى الباريسيين المركز الثاني لبرشلونة في نفس المسابقة. على الصعيد المحلي، كانت النتائج مرضية بنفس القدر، حيث احتفل باريس سان جيرمان بلقب دوري الدرجة الأولى الفرنسي مرة أخرى، وثلاثة كؤوس فرنسية، وكأس رابطة الأبطال الفرنسية مرتين وكأس الأبطال الفرنسية.
في ذلك الوقت، كان اللاعبون الذين يضيئون حديقة الأمراء هم أيضًا الدعائم الأساسية لمنتخباتهم الوطنية. برنارد لاما، ألان روتش، بول لوجوين، فنسنت غيران، دافيد جينولا و يوري دجوركاييف يحترف مع يتمتع كل فرنسا، في حين ريكاردو، فالدو، راي وليوناردو كانت النظامي للبرازيل. لكن ربما كان أعظم المواهب على الإطلاق هو الهداف الليبيري غزير الإنتاج جورج ويا، الذي سار على خطى العديد من مهاجمي باريس سان جيرمان بإحرازه 55 هدفاً في 137 مباراة.

## الانحدار والانتعاش (1998–2011)

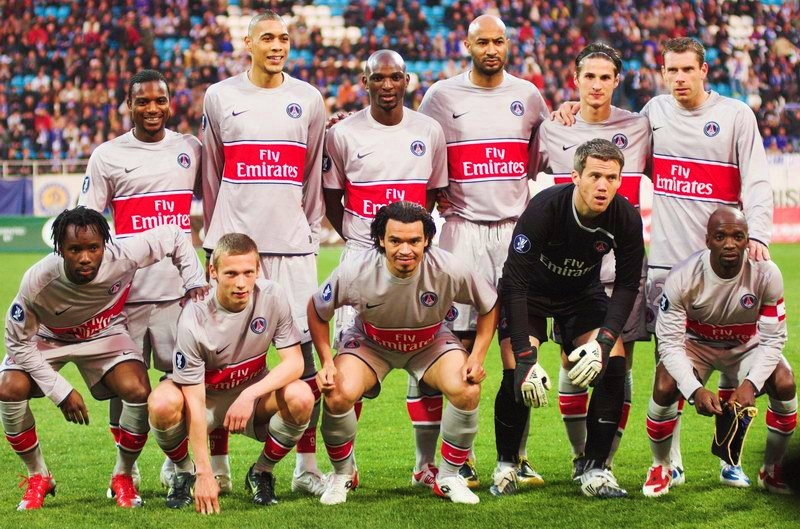
فريق باريس سان جيرمان خلال موسم 2008–09.

ثم انحدر باريس سان جيرمان بعد سنوات من سوء الإدارة. تضاءل شكل النادي حيث انزلقوا إلى أسفل الطاولة وفي النهاية، أصبح الانشقاق عن مالكي كنال+ أمرًا لا مفر منه. بعد سنوات من ضعف الإنجاز، باعت كنال+ النادي إلى مستعمرة كابيتال و بتلر كابيتال بارتنرز و مورغان ستانلي في عام 2006. اشترت كولوني كابيتال في النهاية أسهم مورجان ستانلي في النادي لتصبح 95٪ مالكة.
وصلت خمسة ألقاب أخرى (ثلاثة كؤوس فرنسية وكأس رابطة واحدة وكأس كأس إنترتوتو واحد) كما تألق المخلصون في بارك دي برينس أمثال ماركو سيموني وجي جي أوكوتشا ونيكولا أنيلكا ورونالدينيو وغابرييل هاينزه وخوان بابلو سورين وماريو ييبس وباوليتا. ومع ذلك، فقد اشتهر النادي بتأرجحه من أزمة كبيرة إلى أخرى. في الواقع، أمضى باريس سان جيرمان موسمي 2006–07 و2007–08 في تجنب الهبوط الذي لم يتم تجنبه إلا بصعوبة بالغة.
خلال موسم 2007–08، تجنب النادي الهبوط في اليوم الأخير فقط. كافح باريس سان جيرمان طوال الحملة وقضى العديد من المباريات في منطقة الهبوط. بعد موسم صعب داخل الملعب وخارجه، اتسم بالنتائج السيئة والعنف بين بعض المشجعين، تجنب باريس سان جيرمان الهبوط إلى دوري الدرجة الثانية في المباراة النهائية بعد فوزه 2-1 على سوشو. كان المنقذ هو المهاجم الإيفواري أمارا دياني الذي سجل هدفي باريس سان جيرمان في تلك الليلة. اليوم، لا تزال دياني بطلة لمعظم المشجعين الباريسيين.